# إمرزكلي (آيت موسى)
إمرزكلي هو دُوَّار يقع بجماعة بوطروش، إقليم سيدي إفني، جهة كلميم واد نون في المملكة المغربية. ينتمي الدوّار لمشيخة آيت موسى التي تضم 43 دوار. يقدر عدد سكانه بـ 187 نسمة حسب الإحصاء الرسمي للسكان والسكنى لسنة 2004.

## روابط خارجية
- البوابة الوطنية للجماعات الترابية
- المندوبية السامية للتخطيط